# 耶稣堂 (巴勒莫)

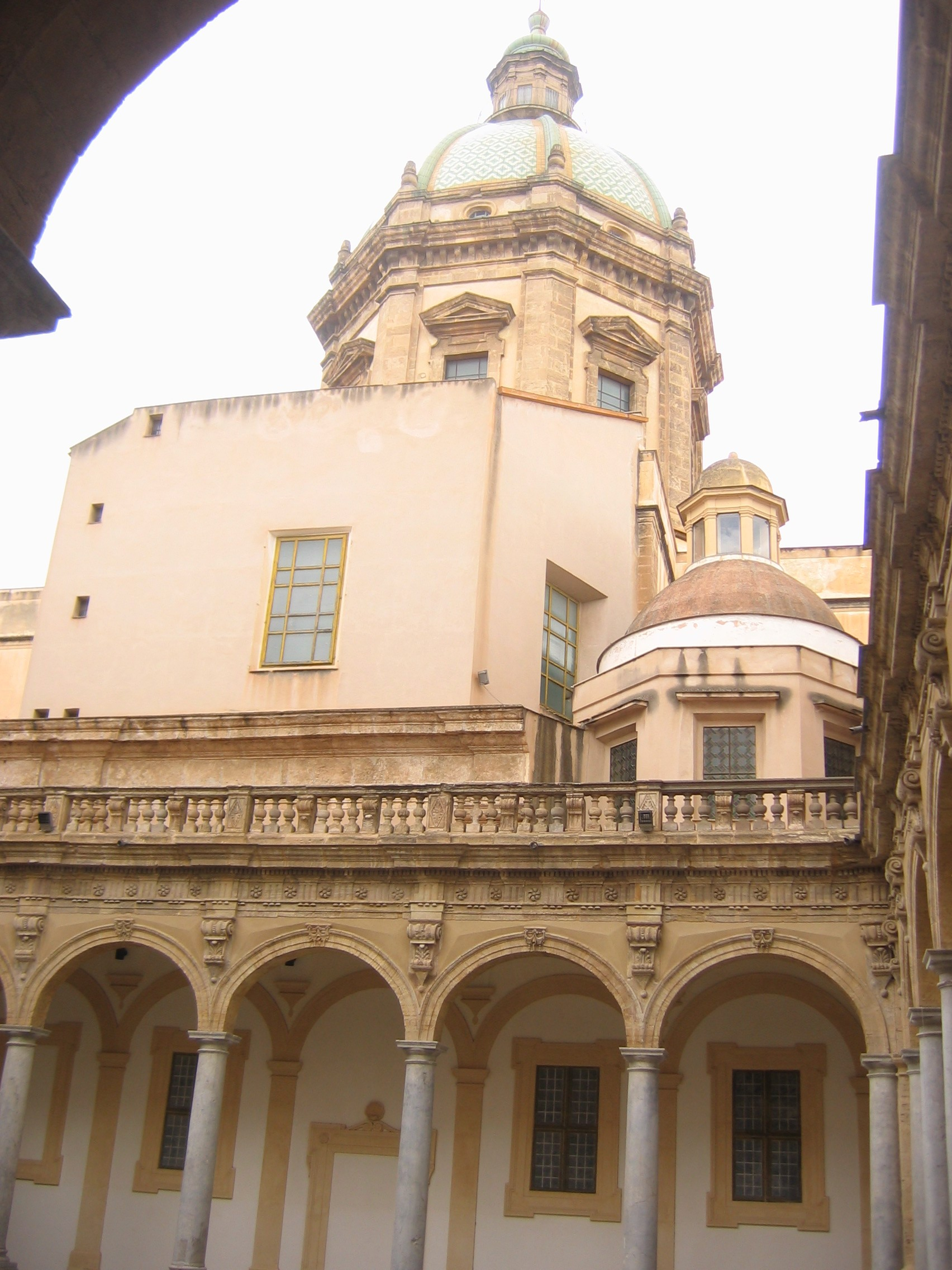

耶稣堂（chiesa del Gesù）是意大利西西里大区城市巴勒莫和全西西里岛最重要的巴洛克教堂之一。

## 历史

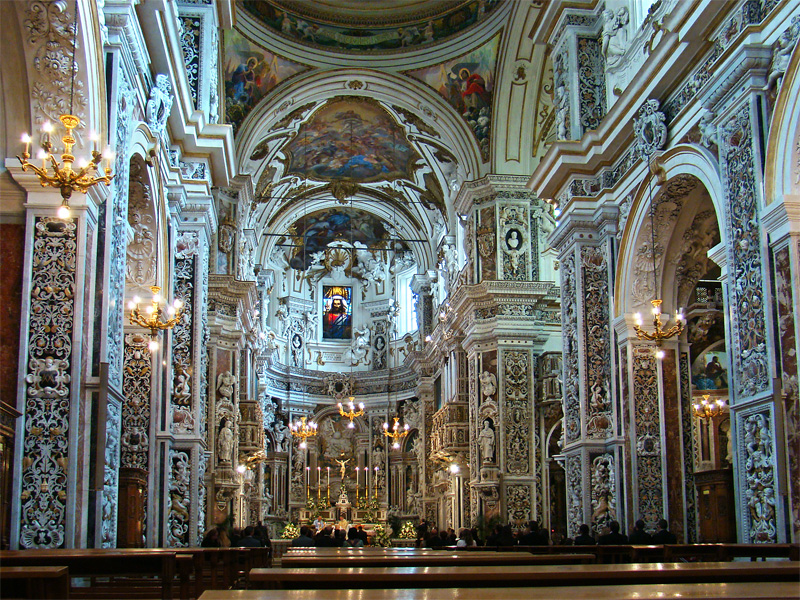
内部

耶稣会于1549年进入巴勒莫，到16世纪后期，开始在会院（Casa Professa）旁边建造一座教堂，由耶稣会建筑师若望·特里斯坦塔设计。最初的设计包括一个中殿、大型的耳堂，和几个小堂，到17世纪初，扩建为典型的耶稣会建筑更宏伟的布局。纳塔莱·马苏乔拆除了小堂的隔墙，在两侧增加了两个中殿。教堂在1636年祝圣。
1892年，原耶稣会会长、神学院长、慈善家萨尔瓦托雷·迪·彼得罗说服公共教育部长保罗·博塞利，下令将教堂作为国家古迹。
1943年，在第二次世界大战期间，一枚炸弹摧毁了教堂的圆顶，摧毁了大部分的墙壁和大部分壁画。之后，教堂于2009年2月24日重新开放， 

## 建筑
立面划分为上下两个部分。下部有三个门，门的上方的壁龛分别放有圣依纳爵·罗耀拉、圣母子和圣方济各沙勿略的雕像。上部由壁柱分割，两侧有圣人雕像，立面顶部是弯曲的线条和耶稣会会徽。现在的18世纪钟楼建在毗邻的侯爵宫（Palazzo Marchesi）。在教堂后面，耶稣会内设有图书馆。
平面的形状为拉丁十字。中殿长72.10米，宽42.65米，高70米，装饰有多色大理石、石膏灰泥和湿壁画。特别是大理石浮雕，带有人物和装饰图案的柱子以及大理石马赛克非常独特。重建的建筑拥有双圆顶和彩色玻璃窗。

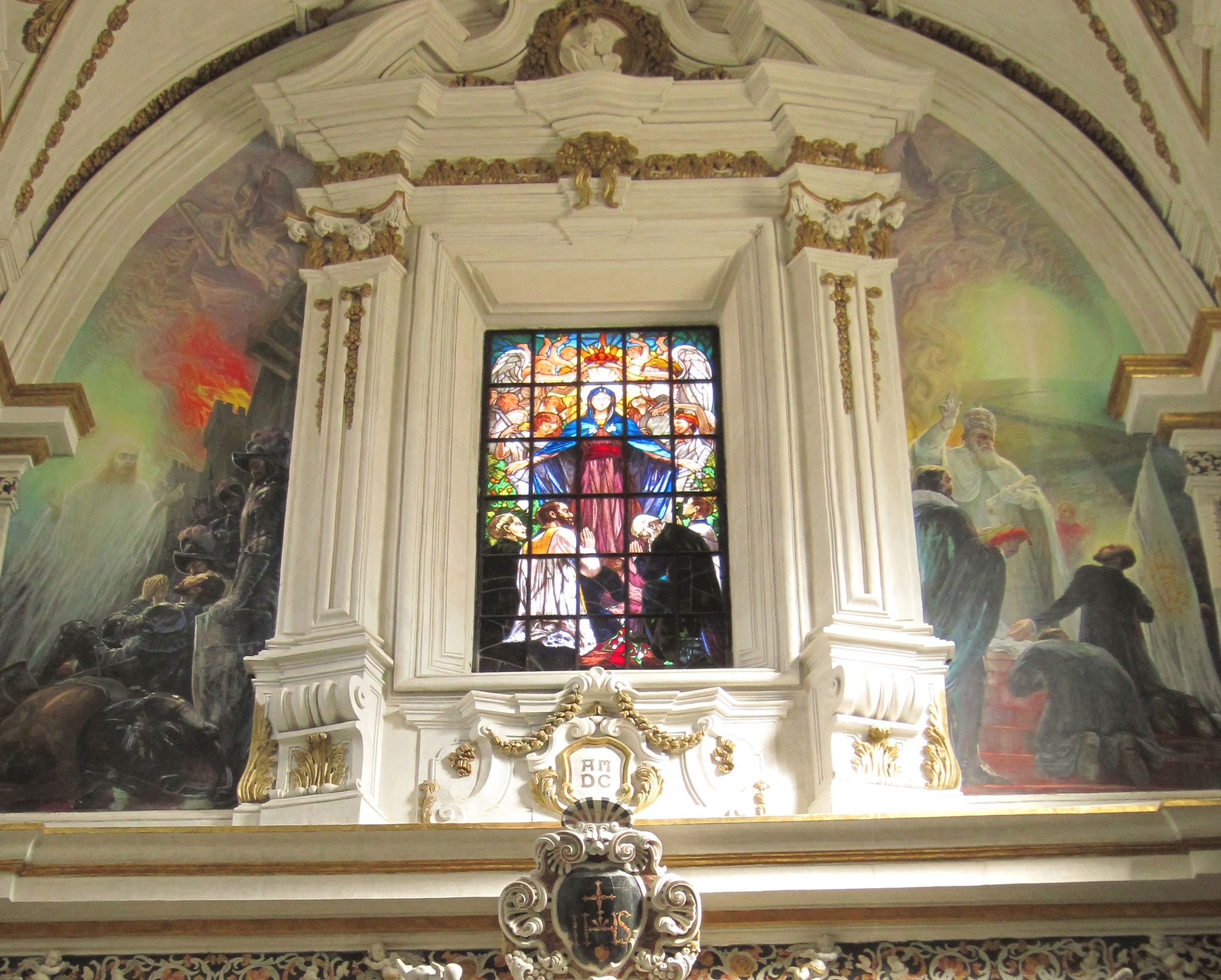
正门上方的花窗玻璃和湿壁画
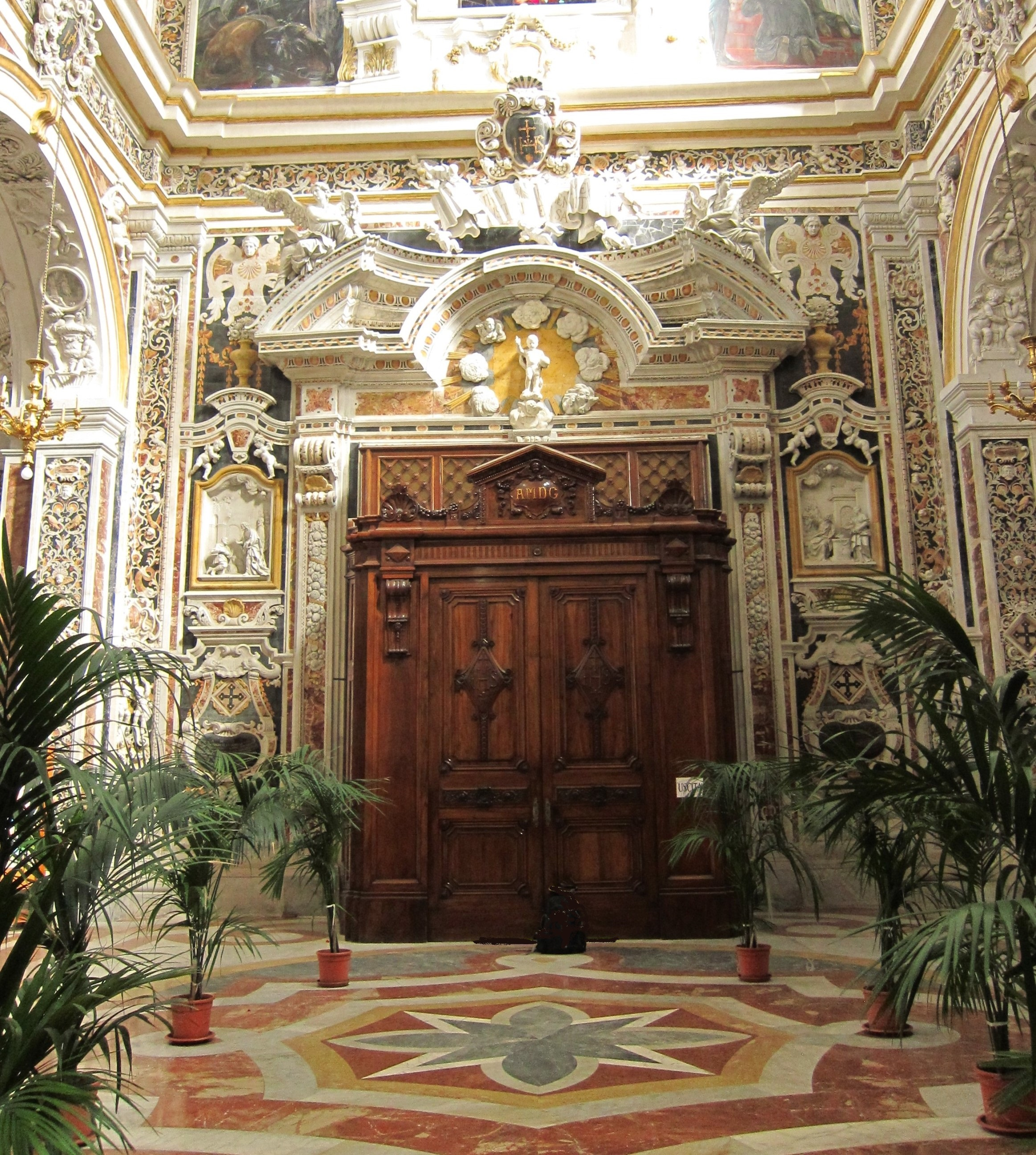
正门
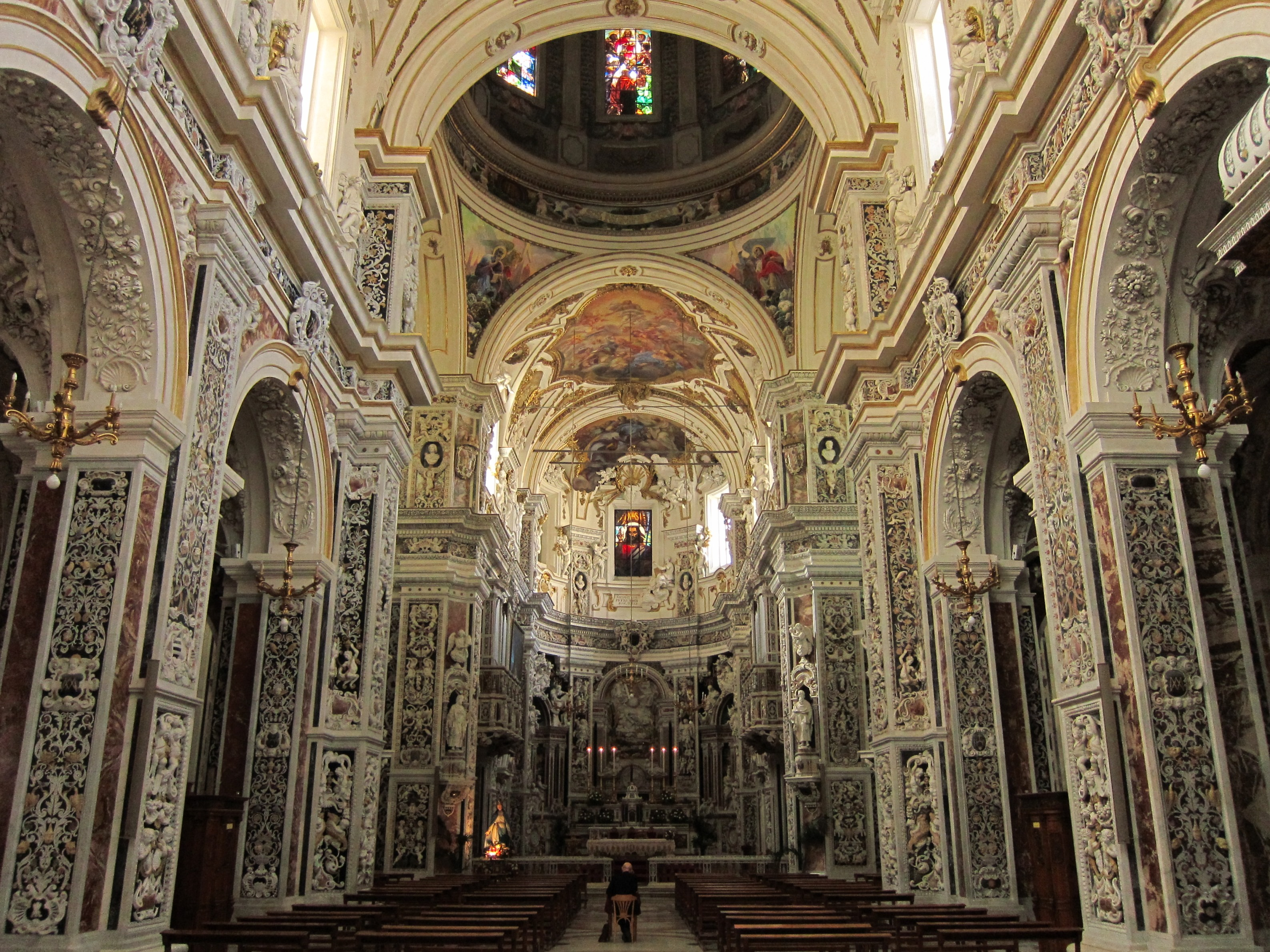
内部
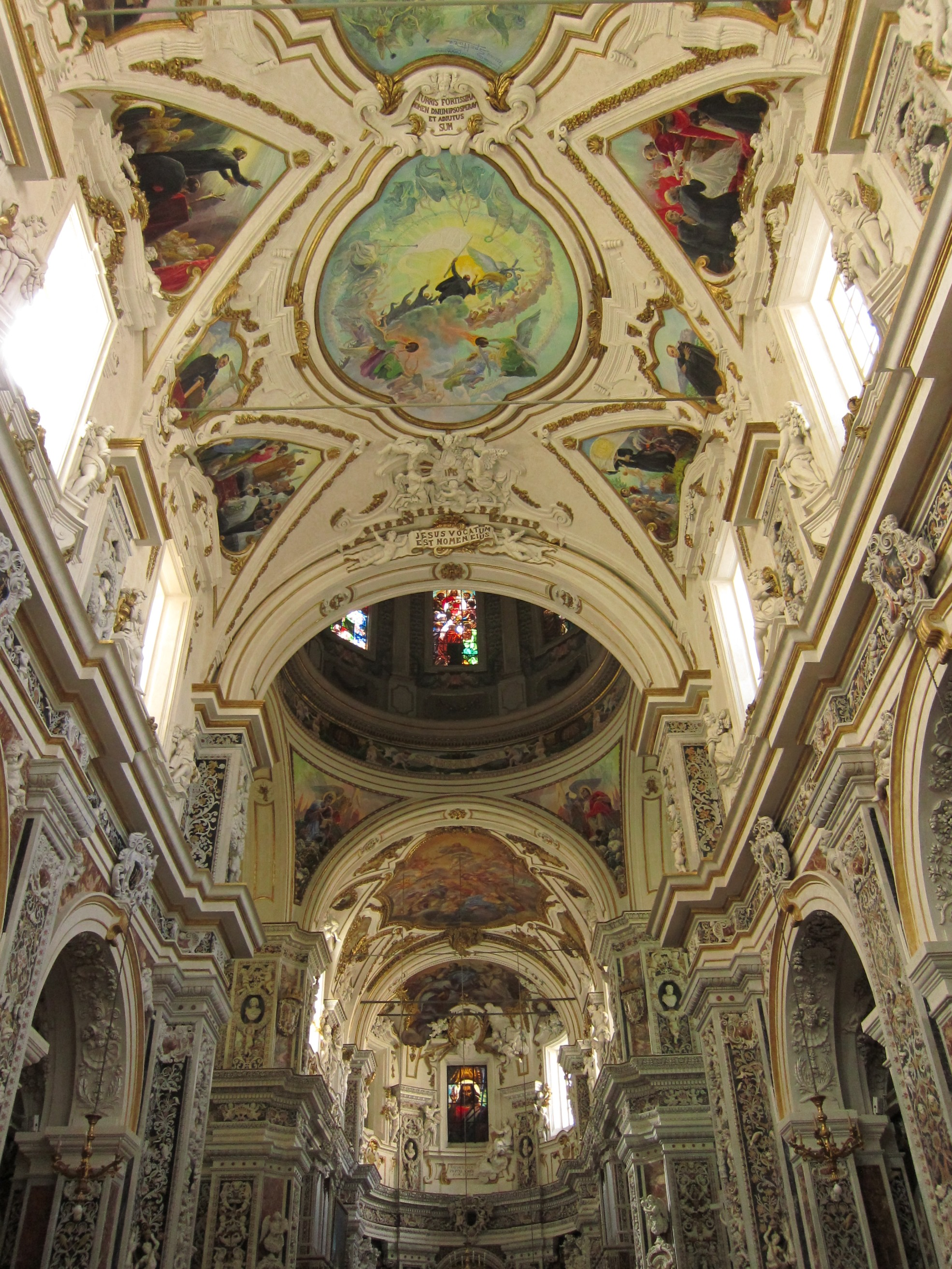
天花板
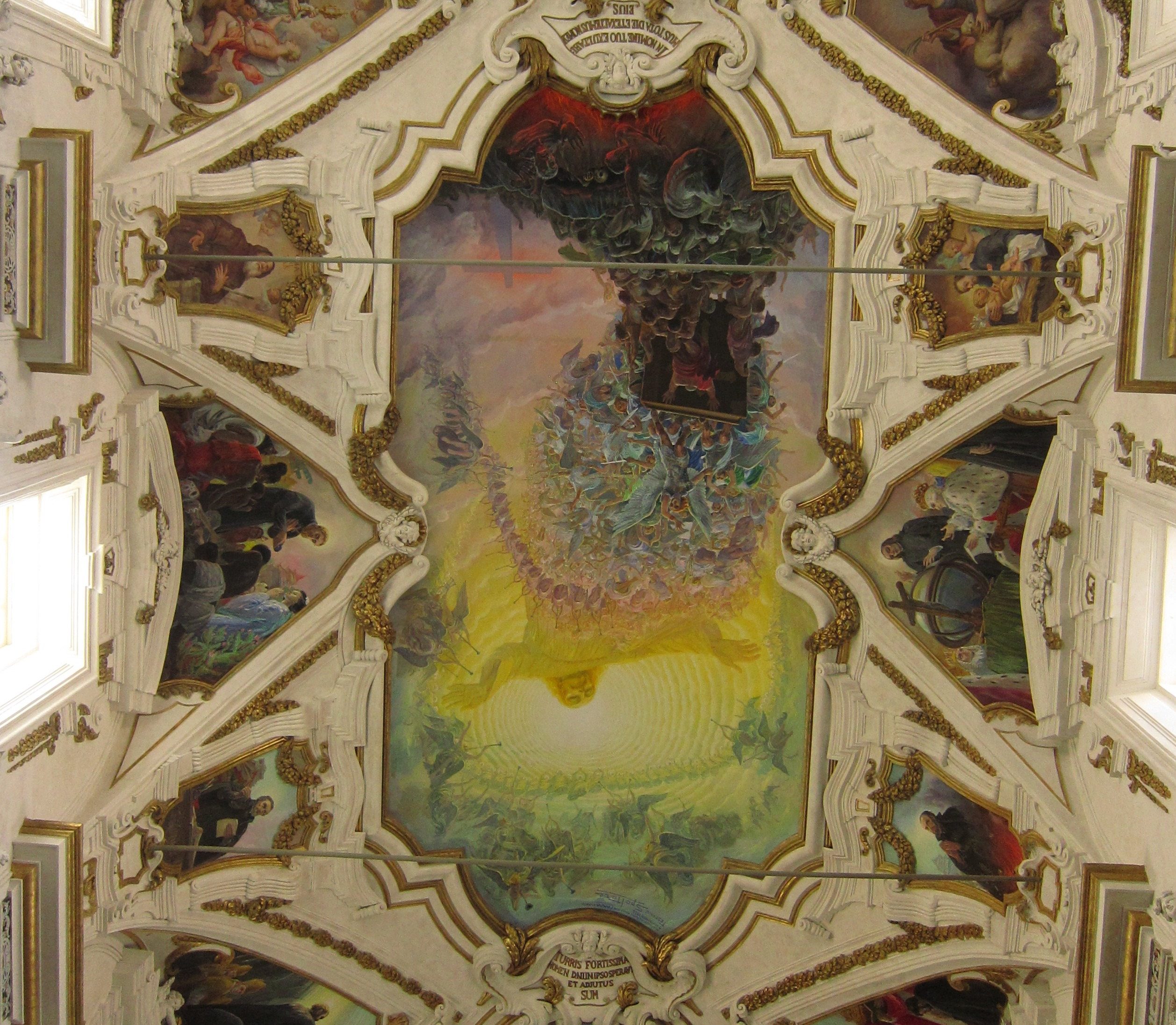
天花板
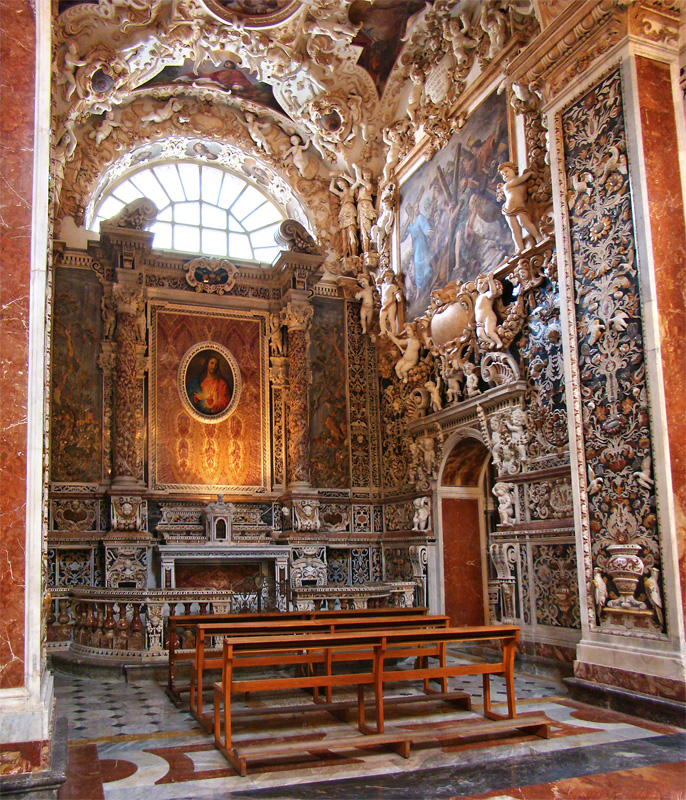
小堂
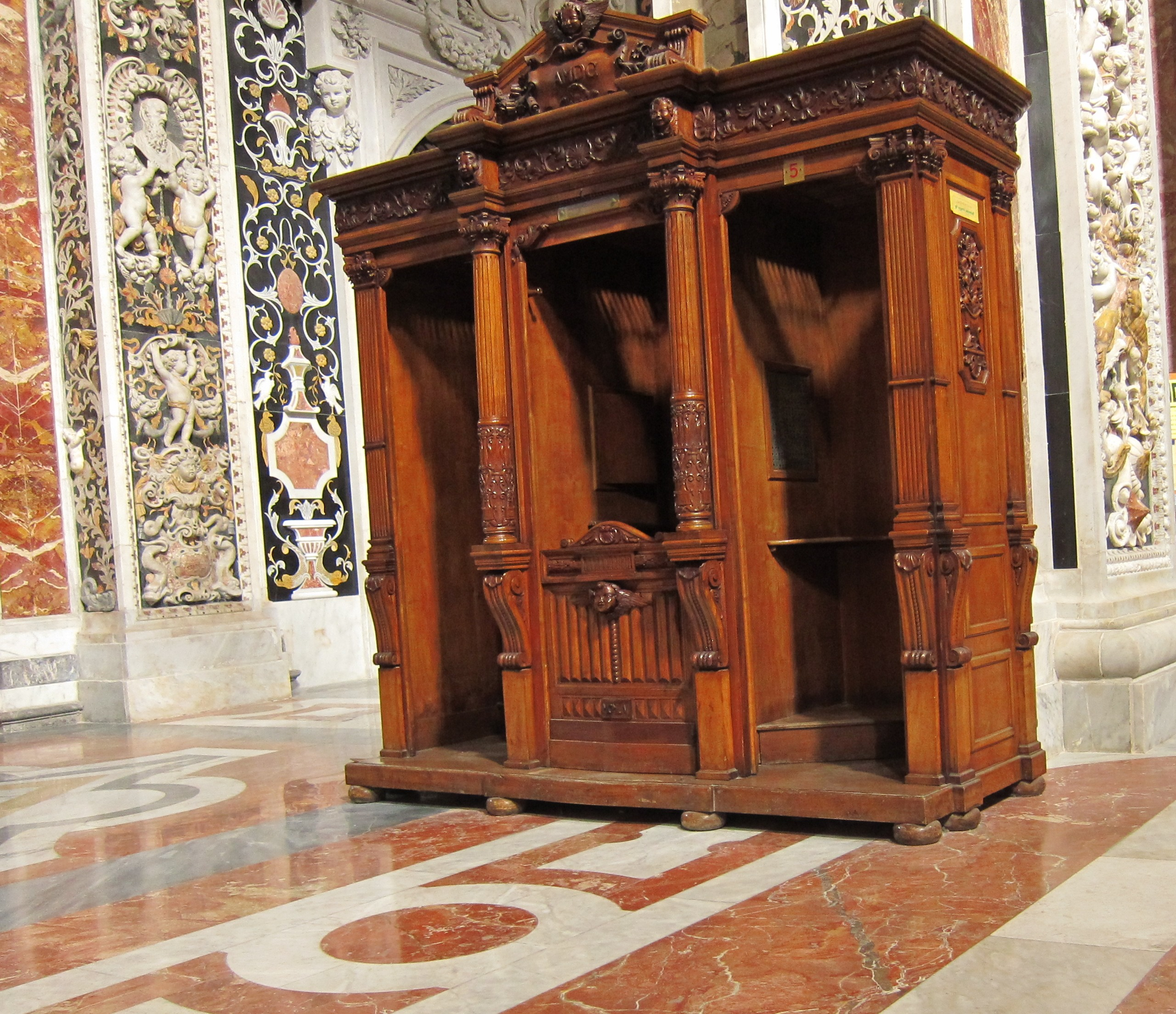
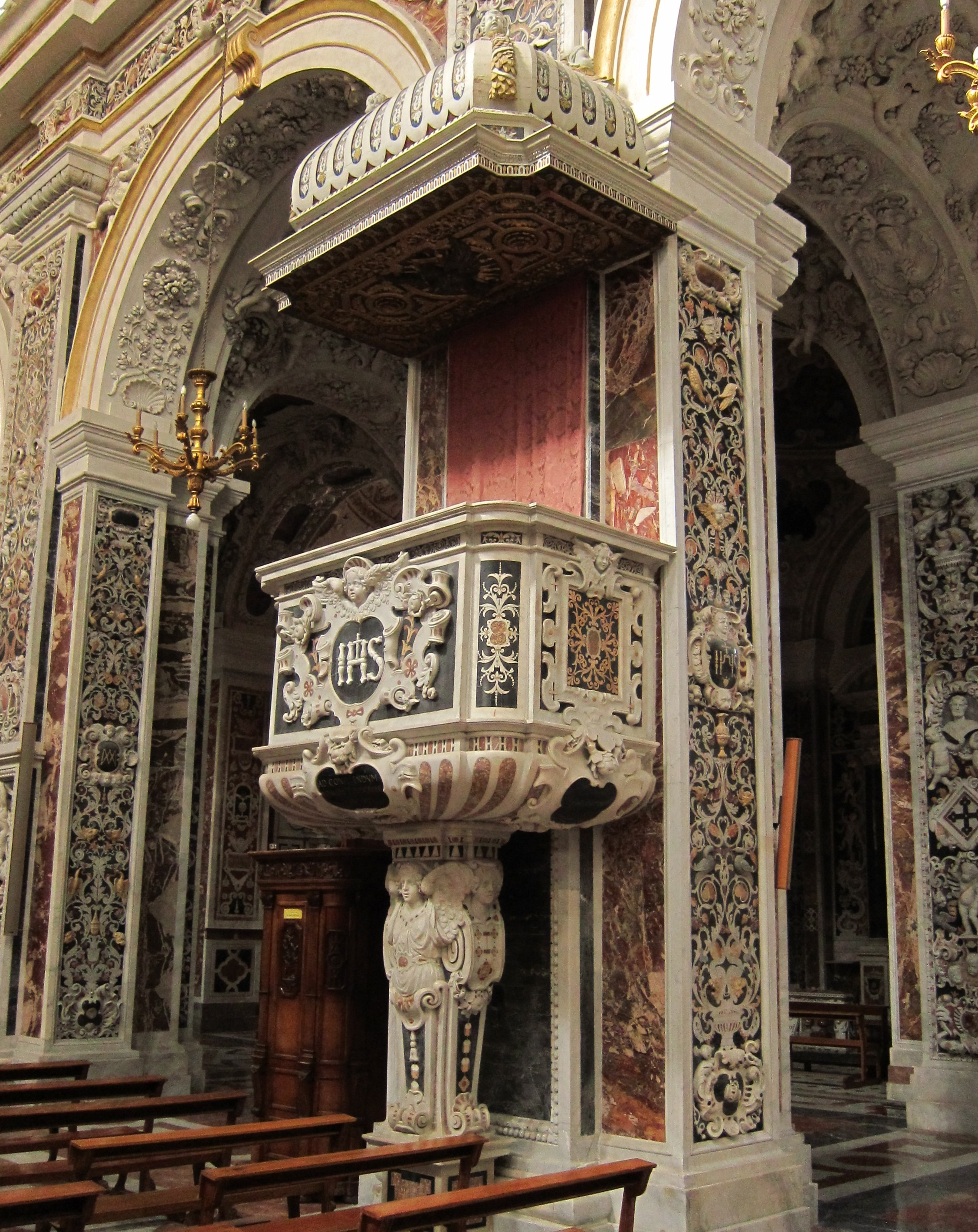
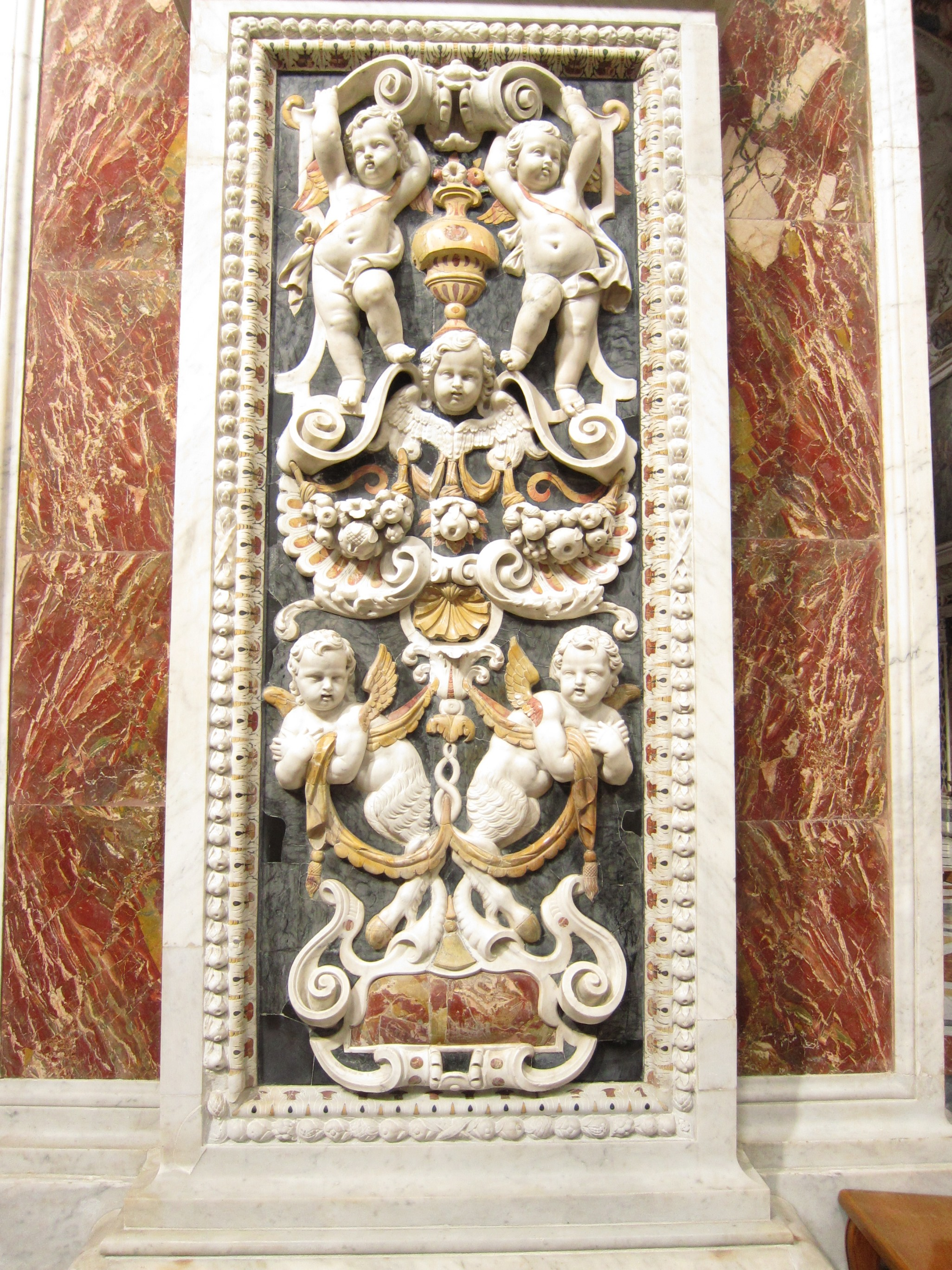